# Crybaby (álbum de Tegan and Sara)
Crybaby es el décimo álbum de estudio del dúo canadiense de indie pop Tegan and Sara. Fue publicado el 21 de octubre de 2022 a través de Mom + Pop Music y es su primer lanzamiento de un álbum de estudio desde Hey, I'm Just Like You de 2019.
Tegan y Sara escribieron el álbum durante la pandemia de COVID-19.

## Recepción de la crítica
Simon Heavisides, escribiendo para The Line of Best Fit, le otorgó al álbum una calificación de 7/10 y comentó: “Crybaby aún se suma a una poderosa reacción al dolor y la tensión inherentes a hacer frente al cambio y al desafío de crecer – el arte no puede ser más universal que eso”. Maura Johnston de Rolling Stone escribió que el álbum, “es un recorrido salvaje, con las voces de Tegan y Sara uniéndose y desacoplandose en canciones que vibran con sentimiento mientras tienen el tipo de ligereza que surge al envolver sentimientos más grandes que la vida en brillantes gemas pop”.
En AllMusic, Tim Sendra dijo: “Al igual que el resto del álbum, es música madura tocada con la energía y pasión de la juventud, llena de experiencia y ternura pero nunca complaciente. No es de extrañar que el dúo haya inspirado tanta devoción: nunca han perdido la inspiración detrás de su música y Crybaby es otro brillante ejemplo de ello”. Jeffrey Davies de PopMatters comentó que, “gran parte del trabajo existente de Tegan and Sara gira en torno a la vulnerabilidad que acompaña a la juventud, y con Crybaby, están agregando aún más comprensión al complicado asunto de estar vivo”.
En Telegraph, Michelle Kambasha declaró: “Crybaby no se aparta de las raíces que los hicieron exitosos. A veces, puedes confundir el álbum por sonar como una compilación de su trabajo anterior [..] Pero es una reflexión abrumadoramente poderosa y enérgica sobre las interminables ansiedades y la tensión de la vida que no desaparecen solo porque entras en la edad adulta, exactamente lo que hace que sus fanáticos regresen”. Sarah Jamieson de DIY confesó que aunque “su ambición realmente encaja en su lugar [...], se siente un poco confuso”.

## Lista de canciones
| Lista de canciones de Crybaby |                           |          |  |
| N.º                           | Título                    | Duración |  |
| 1.                            | «I Can't Grow Up»         | 3:20     |  |
| 2.                            | «All I Wanted»            | 3:17     |  |
| 3.                            | «Fucking Up What Matters» | 2:52     |  |
| 4.                            | «Yellow»                  | 3:48     |  |
| 5.                            | «Smoking Weed Alone»      | 3:11     |  |
| 6.                            | «Faded Like a Feeling»    | 3:22     |  |
| 7.                            | «I'm Okay»                | 3:21     |  |
| 8.                            | «Pretty Shitty Time»      | 3:29     |  |
| 9.                            | «Under My Control»        | 3:14     |  |
| 10.                           | «This Ain't Going Well»   | 2:58     |  |
| 11.                           | «Sometimes I See Stars»   | 3:32     |  |
| 12.                           | «Whatever That Was»       | 3:40     |  |

## Créditos y personal
Créditos adaptados desde las notas de álbum.
Personal técnico
- Tegan Quin – producción
- Sara Quin – producción
- Emy Storey – dirección artística, diseño, fotografía
- Becca McFarlane – diseño, fotografía
- John Congleton – producción, mezclas, ingeniero de audio
- Chris Allgood – masterización
- Emily Lazar – masterización